# Edward Fitzgerald (évêque)
Pour les articles homonymes, voir Edward FitzGerald et FitzGerald.
Edward Mary Fitzgerald, né le 28 octobre 1833 à Limerick en Irlande et mort le 21 février 1907 à Hot Springs dans l'Arkansas, est un prélat irlando-américain qui fut évêque de Little Rock de 1867 à sa mort.

## Biographie

### Formation
Edward Mary Fitzgerald naît à Limerick de James et Joanna (née Pratt) Fitzgerald. Il a sept frères et sœurs et un frère, Joseph, qui deviendra prêtre aussi. Il a seize ans en 1849 lorsque ses parents et lui émigrent d'Irlande aux États-Unis pour fuir la grande famine des pommes de terre qui fit plus d'un million de morts. Il entre au séminaire St. Mary's of the Barrens de Perryville dans le Missouri où il étudie de 1850 à 1852, puis poursuit ses études de théologie au Mount St. Mary's Seminary of the West de Cincinnati (dans l'Ohio) et ensuite au Mount St. Mary's College d'Emmitsburg (dans le Maryland).

### Prêtre
Edward Fitzgerald est ordonné prêtre par Mgr John Baptist Purcell, le 22 août 1857. Il est aussitôt nommé comme curé de la paroisse Saint-Patrick de Columbus dans l'Ohio où il intervient pour  mettre fin à une division qui semble insurmontable entre catholiques immigrés irlandais et catholiques immigrés germanophones. Il obtient la citoyenneté américaine en 1859.

### Évêque
Fitzgerald est toujours curé de Saint-Patrick lorsque le 24 avril 1866 il est nommé évêque de Little Rock dans l'Arkansas par Pie IX. Il refuse cette nomination, mais le Saint-Siège lui demande de se soumettre, ce qu'il fait en décembre. Il est consacré le 3 février 1867 par Mgr Purcell en l'église Saint-Patrick. Il se trouve alors à l'âge de 33 ans l'évêque le plus jeune de la hiérarchie catholique aux États-Unis.
Mgr Fitzgerald va vivre une période de croissance très importante de la population catholique du diocèse avec l'arrivée de nombreux immigrés d'Europe. Mgr Fitzgerald (lui-même immigré d'Irlande) est en phase avec ces nouveaux arrivants. Mais en attendant, il débarque en Arkansas par bateau à vapeur en mars 1867 et n'y trouve que quatre paroisses, cinq prêtres et 1 600 catholiques; à sa mort en 1907, il y a 41 églises avec prêtres résidents, 32 missions, 60 prêtres et 20 000 catholiques. Il fait d'abord reconstruire les églises ravagées par la guerre de Sécession; mais de 1869 à 1870, il doit assister à Rome au concile Vatican I. C'est l'un des deux évêques (avec Aloisio Riccio) à voter contre l'infaillibilité pontificale. Bien qu'il ait été convaincu des fondements théologiques de l'infaillibilité, il craignait que sa définition dogmatique ne freine la conversion des non-catholiques dans son diocèse. Cependant, il se soumet sincèrement à la décision du concile lorsqu'il se termine.
Fitzgerald encourage pendant tout son épiscopat l'immigration de catholiques en provenance des pays germanophones, de l'Italie et de la Pologne (divisée alors à l'intérieur de trois Empires). Il fait venir des bénédictins, des religieuses et des Sœurs de charité pour fonder des écoles et des hôpitaux. Il établit le prieuré Saint-Benoît (future abbaye de Subiaco avec collège). Il bénit la première pierre de la cathédrale du diocèse en juillet 1878 et procède à sa dédicace en novembre 1881. Il prononce le sermon d'ouverture du troisième concile de Baltimore en 1884 et ouvre le dispensaire Saint-Vincent qui deviendra le premier hôpital de l'Arkansas, en 1888. En 1894, il consacre la première église catholique réservée aux noirs à Pine Bluff.
Mgr Fitzgerald est frappé d'une attaque en janvier 1900 qui le paralyse partiellement. Il reçoit donc un évêque coadjuteur en la personne de John Baptist Morris en juin 1906 ; mais il entre dans une phase de dépression, écrivant un jour « Je me surprend à me dégoûter de toute action, ce qui est mauvais signe pour moi qui ne suis plus un jeune homme... Je suis submergé  par le découragement et la tristesse. ». Il meurt au Saint Joseph's Hospital de Hot Springs dans l'Arkansas, âgé de 73 ans. Il est enterré dans la crypte de la cathédrale Saint-André.